# Elaphoglossum fuliginosum
Elaphoglossum fuliginosum är en träjonväxtart som beskrevs av John T. Mickel. Elaphoglossum fuliginosum ingår i släktet Elaphoglossum och familjen Dryopteridaceae. Inga underarter finns listade.